# Новодмитрівка (Баштанський район)
Новодми́трівка — село в Україні, у Новобузькій міській громаді Баштанського району Миколаївської області. Населення становить 445 осіб.

## Населення

### Мова
Розподіл населення за рідною мовою за даними перепису 2001 року:
| Мова       | Кількість | Відсоток |
| ---------- | --------- | -------- |
| українська | 430       | 96.63%   |
| російська  | 11        | 2.47%    |
| румунська  | 2         | 0.44%    |
| білоруська | 1         | 0.23%    |
| угорська   | 1         | 0.23%    |
| Усього     | 445       | 100%     |